# 弥栄町
弥栄町（やさかちょう）は、かつて京都府の竹野郡に属していた町。丹後地方に含まれていた。2004年（平成16年）4月1日の市町村合併で京丹後市が発足し、弥栄町は廃止された。
明智光秀の娘である細川ガラシャが一時期隠棲した味土野や、古くは平城京に赤米を献上し、1981年（昭和56年）に郷土史家・芦田行雄が岡山県総社市の神社から譲り受けた赤米の復活栽培に成功し、古代米が日本全国で一般化するに導いた日本古代稲研究会誕生につながったことで知られる。

## 象徴

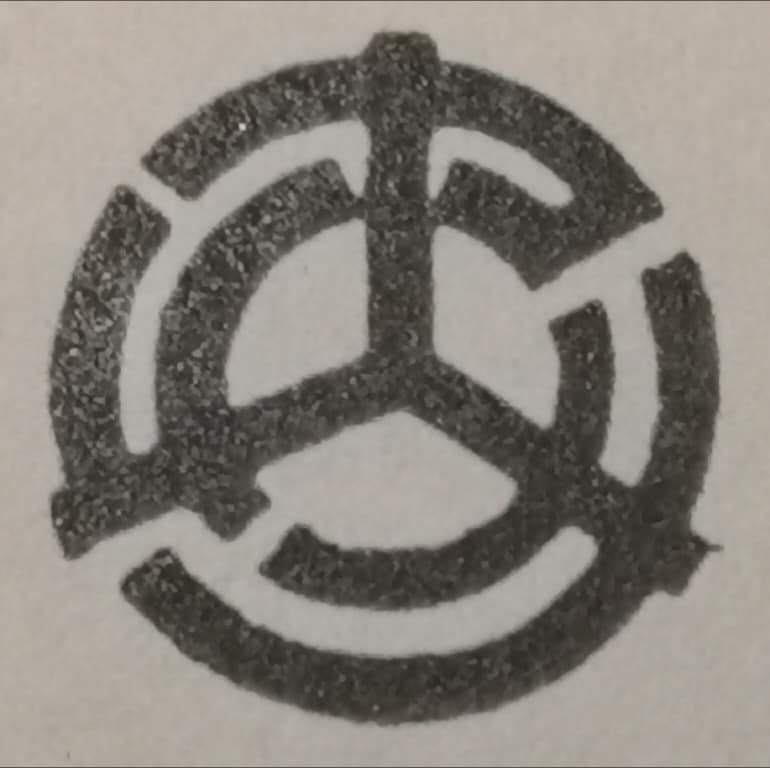
弥栄町の町章

町章は、「ヤサカ」を図案化し、円は住民の和によって発展する町の将来を願い描かれた。
町の木は赤松、町の花は福寿草である。町の特産品としてチューリップ、かぶら、サツマイモ、赤米酒、スイス村せんべいがしられた。

## 地理
京都府北部の丹後半島内陸部に位置する。西部は小さな盆地、東部は丹後半島の山々が控えた｡総面積は80.38平方キロメートル。
東部の山地は山頂や稜線はなだらかであるが、谷は深く浸食されており、きわめて急峻な山腹となっている。弥栄町の中部は全体的に標高の低い丘陵地となっており、竹野川周辺の比較的狭い地域が平野部である。平野部は第二次世界大戦中には軍用飛行場の建設予定地の候補とされたこともあったが、冬には大陸からの季節風と温かい対馬海流の影響を大きく受け、霧が多発する気象条件や周囲の地形や風向きが好ましくないとされた。
変化に富んだ地形や気候から、豊富な動植物の生息環境があり、山地には自然植生に近いブナ林やシデ林があり、シデ林については貴重な群落として「味土野のシデ林」の名称で環境庁（現環境省）の選定を受けている。また、京都府の天然記念物であるアベサンショウウオなどの生息も確認されている。

### 隣接していた自治体
- 宮津市
- 与謝郡伊根町
- 竹野郡丹後町・網野町
- 中郡峰山町・大宮町

### 人口と世帯数
| 人口の変遷         | 人口の変遷 | 人口の変遷 |  |
| ------------------ | ---------- | ---------- |  |
| 1970年（昭和45年） | 6,722人    |            |  |
| 1975年（昭和50年） | 6,701人    |            |  |
| 1980年（昭和55年） | 6,501人    |            |  |
| 1985年（昭和60年） | 6,388人    |            |  |
| 1990年（平成2年）  | 6,275人    |            |  |
| 1995年（平成7年）  | 6,125人    |            |  |
| 2000年（平成12年） | 6,132人    |            |  |

| 世帯数の変遷       | 世帯数の変遷 | 世帯数の変遷 |  |
| ------------------ | ------------ | ------------ |  |
| 1970年（昭和45年） | 1,570戸      |              |  |
| 1975年（昭和50年） | 1,630戸      |              |  |
| 1980年（昭和55年） | 1,632戸      |              |  |
| 1985年（昭和60年） | 1,665戸      |              |  |
| 1990年（平成2年）  | 1,677戸      |              |  |
| 1995年（平成7年）  | 1,710戸      |              |  |
| 2000年（平成12年） | 1,779戸      |              |  |

- 人口・世帯数はいずれも国勢調査[6][7]。

## 歴史
- 1889年（明治22年）4月1日 - 町村制の施行に伴い、竹野郡吉野村・溝谷村・鳥取村・深田村、与謝郡野間村が発足。
- 1933年（昭和8年） - 吉野村・溝谷村・鳥取村・深田村が合併して弥栄村が発足。京都府知事に名称が一任された結果として"弥栄"となった[8]。
- 1948年（昭和23年）4月 - 野間村の所属が与謝郡から竹野郡に変更される。
- 1955年（昭和30年）3月1日 - 弥栄村・野間村が合併して弥栄町が発足｡
- 1963年（昭和38年） - 昭和38年1月豪雪（三八豪雪）を機に野間地区の住山・熊谷・尾崎・平家・茶園・黒川の集落全12戸が離村した[9]
- 2004年（平成16年）4月1日 - 弥栄町・丹後町・網野町・中郡峰山町・大宮町・熊野郡久美浜町の6町が合併して京丹後市が発足。同日弥栄町廃止｡

## 行政
天平時代には町内域の鳥取郷からあしぎぬが、芋野郷からは赤米が献上された歴史のままに、絹織物と農業とを基幹産業としつつ、戦後の経済成長のなかで過疎化が進んだことから、福祉の町づくりを重視した。
2005年（平成17年）、在職中の公共工事の指名競争入札の際に予定価格を漏らしたとして、元町長の有田光亨が競売入札妨害容疑で逮捕された。

### 歴代町長
| 代         | 就任日        | 退任日        | 名前     |
| ---------- | ------------- | ------------- | -------- |
| 初代       | 1955年3月23日 | 1957年1月30日 | 平林信治 |
| 2代・3代   | 1957年2月10日 | 1963年4月4日  | 由良喜六 |
| 4代        | 1963年4月30日 | 1967年3月15日 | 上田一郎 |
| 5代～11代  | 1967年4月28日 | 1995年4月27日 | 森岡行直 |
| 12代～14代 | 1995年4月28日 | 2004年3月31日 | 有田光亨 |

## 経済

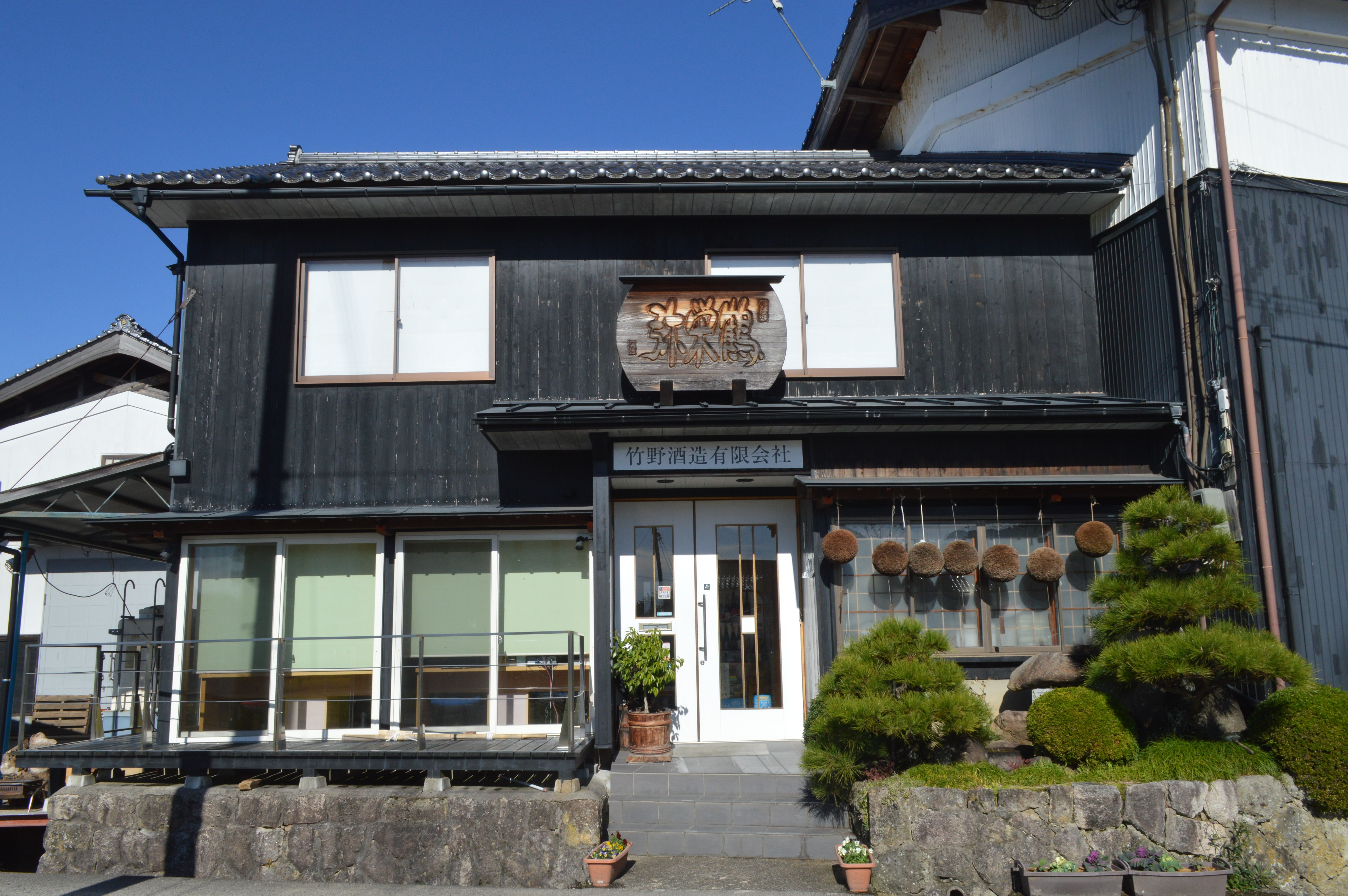
竹野酒造

- 竹野酒造 - 日本酒メーカー。代表銘柄は「弥栄鶴」や「亀の尾蔵舞」。
- 吉岡酒造場 - 日本酒メーカー。代表銘柄は「吉野山」。
- 大下倉醤油醸造所 - 醤油メーカー。銘柄はだいまるしょうゆ。

## 教育

### 小学校
- 弥栄町立溝谷小学校
- 弥栄町立鳥取小学校
- 弥栄町立黒部小学校
- 弥栄町立吉野小学校
- 弥栄町立野間小学校

### 中学校
- 弥栄町立弥栄中学校

## 名所・旧跡・観光スポット

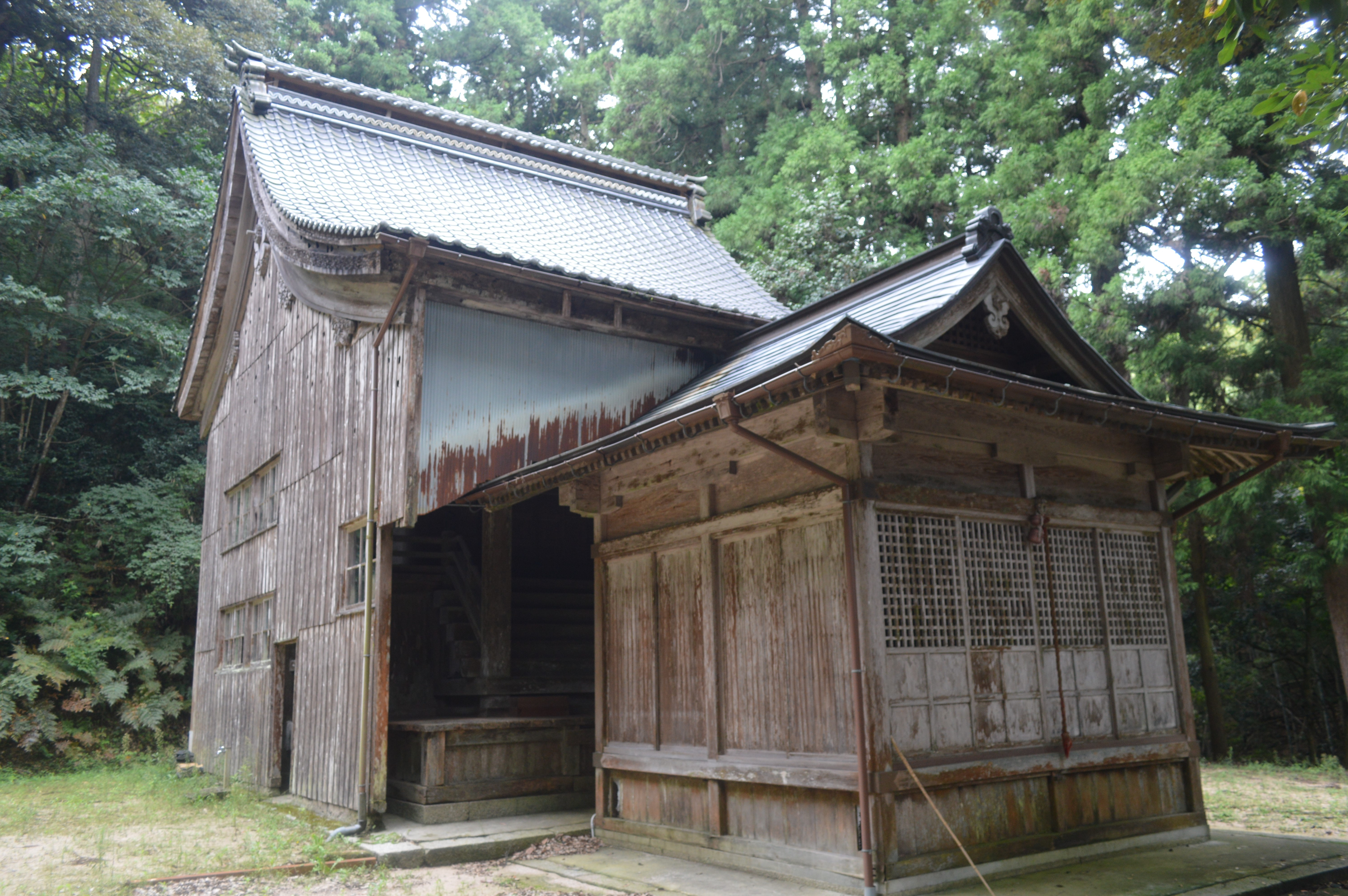
溝谷神社

### 名所
- 溝谷神社 - 鎌倉時代後期の作である府指定文化財の燈籠がある[3]。
- 春日神社 - 和田野の氏神。主祭神は天児屋根命であり、近世に再建されたとされる本殿は覆屋の中にある[11]。
- 大宮神社 - 野間地域の氏神。「野中の田楽」は記録作成等の措置を講ずべき無形文化財（選択無形文化財）。
- 宇川 - 丹後半島で最大の淡水魚の生息地として知られる[3]。

### 旧跡
- 味土野ガラシャ夫人隠棲地 - 本能寺の変により謀反人となった明智光秀の娘細川ガラシャが、夫の細川忠興によって幽閉されたとされる山村集落[3]。

### 史跡
- 大田南5号古墳 - 日本最古の紀年銘鏡が出土した[12]。

### 観光スポット
- 弥栄町森林公園スイス村 - キャンプ場、バンガロー、スノーパーク（ゲレンデ）、ホテルなどを有する観光施設。自然環境のたたずまいから日本のスイス村と名付け、スポーツ・レクリエーションの場として整備された[3]。
- 森林公園スイス村スキー場 - 標高683メートルの太鼓山の雪を利用し、丹後半島で唯一のスキー場として整備された[3]。
- フルーツ王国やさか - 後に丹後王国フルーツガーデンと改称。各種の果物狩りが楽しめるフルーツ農園。
- 弥栄あしぎぬ温泉 - 日帰り温泉入浴施設で、売店やレストランを併設する。
- 丹後あじわいの郷 - 京都府が運営する農業公園。京丹後市発足後に道の駅となった。

## 出身著名人
- 平林初之輔 - 推理作家・文芸評論家。
- 増田善信 - 気象学者。
- 芦田行雄 - 郷土史家。
- 横島昇 - 英文学者・翻訳家・小説家。
- 芦田久美子 - トラベルコーディネーター。
- 安達朋博 - ピアニスト。